# Puerto-Rico-Mangokolibri
Der Puerto-Rico-Mangokolibri (Anthracothorax aurulentus) ist eine Vogelart aus der Familie der Kolibris (Trochilidae), die auf Puerto Rico, den Jungferninseln und deren unmittelbar angrenzenden Inseln vorkommt. Der Bestand wird von der IUCN als „nicht gefährdet“ (least concern) eingeschätzt. Die Art gilt als monotypisch.

## Merkmale
Der Puerto-Rico-Mangokolibri erreicht bei einem Körpergewicht von lediglich ca. 4,0 bis 7,2 g eine Körperlänge von etwa 11,0 bis 12,5 cm, wobei die Flügel 5,1 bis 6,9 cm, der Schwanz 22,0 bis 26,4 mm und der leicht gebogene schwarze Schnabel 20,8 bis 27,3 mm lang sind. Er hat eine schillernd grüne Oberseite. Männchen haben eine glitzernd grüne Kehle mit einer dicken schwärzlichen Sichel über der Brust und einen Bauch, der von grau bis schwärzlich variiert. Der Schwanz des Männchens ist meist kastanienbraun-violett mit schwarzem Randsaum. Das Weibchen ist auf der Unterseite schmutzig weiß, hat graue Flanken und einen Schwanz, der in der Nähe der Basis rötlich gefärbt ist, sowie ein schwarzes Subterminalband und weiße Spitzen an den drei äußeren Steuerfedern. Er hat zehn Handdeckenfedern und sechs Armschwingenfedern an jedem Flügel und 10 Steuerfedern. Die Iris ist braun und die Beine schwarz. Männliche Jungtiere ähneln dem Weibchen, mit Ausnahme einer grün schillernden Kehlmitte und einer schwärzlichen Linie, die sich variabel über die Mitte von Brust und Bauch erstreckt.

## Fortpflanzung
Es gibt nur wenig Information zur Brutbiologie des Puerto-Rico-Mangokolibris. Die Brutzeit erstreckt sich über das ganze Jahr, doch am aktivsten ist er jedoch von März bis Juli. Es ist auch bekannt, dass er zweimal pro Jahr brüten kann. Sein Nest baut er typischerweise in ein bis sieben Metern über dem Boden meist an Baumästen oder in Bananenplantagen. Gelegentlich findet man es auch an ungewöhnlichen Orten wie auf Stromleitungen, Zäunen oder Bootsmasten. Das Nest ist kelchförmig und wird aus Pflanzenfasern gebaut und ist innen flaumig ausgelegt, sowie außen mit Rindenschuppen und Flechten verkleidet, die mit Spinnweben verbunden werden. Sehr wahrscheinlich wird es auch für die zweite Brut und vielleicht sogar für folgende Jahre verwendet. Die Brutzeit beträgt vermutlich ca. 15 Tage. Die Bebrütung erfolgt ausschließlich durch das Weibchen. Die Küken sind runzlig und schwarz mit zwei Reihen gräulicher Daunen auf dem Rücken. Sie werden vermutlich nur durch das Weibchen gefüttert. Es dauert 22 bis 25 Tage, bis die Nestlinge flügge werden.

## Lautäußerungen
Der Gesang des Puerto-Rico-Mangokolibris wird als hoher scharfer Tschirp, meist als tsit bzw. tsick und beständig und manchmal schnell von sich gegeben.

## Verhalten und Ernährung
Der Puerto-Rico-Mangokolibri ist vermutlich auf seine Flugfähigkeiten angewiesen, da seine kurzen Beine Laufen und Springen verhindern, wobei er sich auch auf Ästen zur Seite bewegen kann. Sein Flug kann direkt von Ort zu Ort erfolgen, aber auch auf und ab schwebend oder sogar rückwärts und vorwärts. Die Belastung der Flügelflächen ist bei Männchen 0.036 g/cm² und bei Weibchen 0,035 g/cm² und damit durchschnittlich für einen Kolibri. Die Belastung der Flügelflächen ist das Verhältnis von Körpermasse zur Flügelfläche im Flug. Sie wird oft als Indiz dafür genommen, wie aggressiv sie ihr Territorium verteidigen. Insbesondere die Männchen gelten in nektarreichen Habitaten als sehr aggressiv. Dabei greift er viele andere Vögel an, die er als Angreifer oder Konkurrent um Nahrung wahrnimmt. So wurde schon beobachtet, wie er Merline, Spechte oder Tyrannen angriff. Aber auch andere Kolibris werden von ihm angegangen. Während der Blaustern-Antillenkolibri z. B. den Zuckervogel verschont, wurde gelegentlich beobachtet, dass der Puerto-Rico-Mangokolibri auch gegen diesen aggressiv vorgeht. Der Puerto-Rico-Mangokolibri ernährt sich von Nektar und Insekten. Zu den Insekten, die er jagt, gehören kleinere Wespen, Ameisen, Käfer und Fliegen. Vermutlich gehören auch Spinnen zu ihrer Beute. Den Nektar sammelt er vor den Blüten schwebend, aber auch auf einem Ast sitzend. Gelegentlich sticht er Blüten an der Basis an, um an den Nektar zu gelangen. Insekten jagt er im Flug und sammelt die Spinnen von Blättern und Zweigen im Sitzen ab.

## Verbreitung und Lebensraum

Verbreitungsgebiet (grün) des Puerto-Rico-Mangokolibris

Der Puerto-Rico-Mangokolibri ist auf Rico Richo, Culebra und Culebrita weit verbreitet, doch meist von der Küste bis in die mittleren Höhenlagen der Berge. Wenige Individuen sollen auf Saint Thomas und den Jungferninseln beobachtet worden sein. Er bewegt sich sowohl in trockenen als auch feuchten Wälder, an Waldlichtungen und im Buschwerk entlang der Südküste von Puerto Rico und in den Hügeln des nördlichen Puerto Ricos. Ebenso hält er sich auch in Vorstadtgärten und schattigen Kaffeeplantagen auf.

## Migration
Der Puerto-Rico-Mangokolibri gilt als Standvogel.

## Etymologie und Forschungsgeschichte
Die Erstbeschreibung der Puerto-Rico-Mangokolibri erfolgte 1801 durch Jean Baptiste Audebert und Louis Pierre Vieillot unter dem Namen Trochilus aurulentus. Das Typusexemplar stammte aus Puerto-Rico. Bereits 1831 führte Friedrich Boie die Gattung Anthracothorax ein.  Dieser Name leitet sich vom griechischen ἄνθραξ, ἄνθρακος ánthrax, ánthrakos für „Kohle, kostbarer Stein“ und θώραξ, θώρακος thōrax, thōrakos für „Brust“ ab. Der Artname »aurulentus« ist lateinischen Ursprungs und bedeutet „von goldener Farbe“. Das Wort leitet sich von aurum für „Gold“ ab.